# Kloxacillin

Kemisk struktur för Kloxacillin.

Kloxacillin (handelsnamn: Ekvacillin) är en typ av antibiotika som ges intravenöst. Brukar räknas in i gruppen isoxazolylpenicilliner och kan fungera mot stafylokocker som producerar betalaktamas på grund av sin större molekylstruktur.

## Användning
Kloxacillin används kan användas när man misstänker eller vet att det handlar om en stafylokockinfektion, exempelvis i huden eller mjukdelar (ex. rosfeber), endokardit eller sepsis. Brukar även kunna användas som antibiotikaprofylax inför ortopediska operationer.